# 지태양
지태양(1985년 1월 19일~)는 대한민국의 배우이다.

## 학력
- 역삼중학교 졸업
- 단국대학교 사범대학 부속고등학교 졸업
- 동국대학교 연극학과

## 경력
1985년 1월 19일 서울특별시에서 태어나 역삼중학교·단국대학교 사범대학 부속고등학교를 졸업하였고, 2003년 동국대학교 연극학과에 연기전공으로 입학하였다. 2002년 영화 해안선으로 데뷔하였고, 2010년 뮤지컬 <화랑>에 출연하며 무대 공연으로 본격적인 연기 활동을 시작하였다.
연극 <사랑하는 데스데모나>, <패밀리빼밀리>, <헨리 6세 1부 - 장미전쟁> 등에 출연하였고, 2013년 연극 <몽타주>에서 연쇄 살인범 유홍준 역을 맡아 광기 어린 연기를, 뒤이은 연극 <행복>에서는 알츠하이머에 걸린 남편 역으로 출연하여 전작과 달리 부드럽고 애절한 연기를 하였다. 또한 조정래 감독의 영화 귀향에서는 일본군 장교 사이토우 역으로 출연, 일본어 대사를 유창하게 소화했다.
2016년 tvn 드라마 The K2에 박관수(김갑수 분)측 흉터 경찰역으로 캐스팅되어 출연하였다. 또한, KBS 2TV에서 방영된 드라마 TV소설 저 하늘에 태양이에 서우진역으로 캐스팅되어 출연했다. 2020년 SBS 드라마 날아라 개천용에서 억울하게 살인범 누명을 쓰고 10년 복역하고 출소해 조폭출신이란 꼬리표를 달고 힘들게 살아가는 김두식역으로 캐스팅되어 출연중이다.

## 작품 활동

### 영화
- 2020년 소리꾼...고태철 역
- 2016년 귀향...사이토우 역
- 2002년 해안선...소초원 역

### 드라마
- (2020년, SBS) 〈날아라 개천용〉...김두식 역
- (2019년) 〈보좌관 - 세상을 움직이는 사람들 시즌 1〉 & 〈보좌관 - 세상을 움직이는 사람들 시즌2〉
- (2018년) 〈최고의 이혼〉
- (2018년) 〈미스 함무라비〉
- (2018년) 〈파이터최강순〉
- (2016년, KBS 2TV) 〈저 하늘에 태양이〉...서우진 역
- (2016년, TVN) 〈THE K2〉...박관수 경호원(흉터경찰) 역
- (2016년, IPTV 드라마) 〈주왕〉...선삐끼 지배인 역

### 연극
- 2014년 행복...남편 역
- 2013년 몽타주...유홍준 역
- 2011년 패밀리빼밀리...이성기 역
- 2011년 헨리 6세 1부 - 장미전쟁...찰스황태자 역
- 2008년 사랑하는 데스데모나...이아고 역

### 뮤지컬
- 2010년 화랑...유오랑 역
- 2009년 의형제...현민 역

## 그 외 활동

### 뮤직비디오
- 2016년 중국 가수 장만 (张曼) - 如果可以挽回
- 2013년 베트남 가수 Tra ngoc hang - Mai Mai Mat Ahn
- 2013년 베트남 가수 Tra ngoc hang - Hoa tuyet sau mua dong
- 2012년 베트남 가수 Tra ngoc hang - Neu Nhu Ngay Xua
- 2003년 김진우 - Thank You

### 광고
- 2016년 미에로 화이바 바이럴 (인스타하늬 편)
- 2015년 홍콩 Mahjong Company 광고 및 매거진 촬영
- 2015년 댄싱9-M.net 게스트 모델 출연 (<버레스크> - 이루다, 여은지 팀)
- 2012년 페기앤코 골프의류 카달로그
- 2012년 홍콩 STARZ PEOPLE 모델
- 2012년 홍콩 Annual Award Presentation
- 2012년 베트남 현지 매거진 화보촬영